# Isla Nueva
La isla Nueva es un territorio insular del sur de Chile, en el sector sudeste del archipiélago de Tierra del Fuego, en el extremo austral de América del Sur. Se sitúa al este de la isla Picton, y al sur de la isla Grande de Tierra del Fuego sobre el mar de la Zona Austral. Pertenece administrativamente a la comuna de Cabo de Hornos, Provincia Antártica Chilena, XII Región de Magallanes y de la Antártica Chilena. La posesión de la isla fue el centro del Conflicto del Beagle entre Chile y la Argentina.

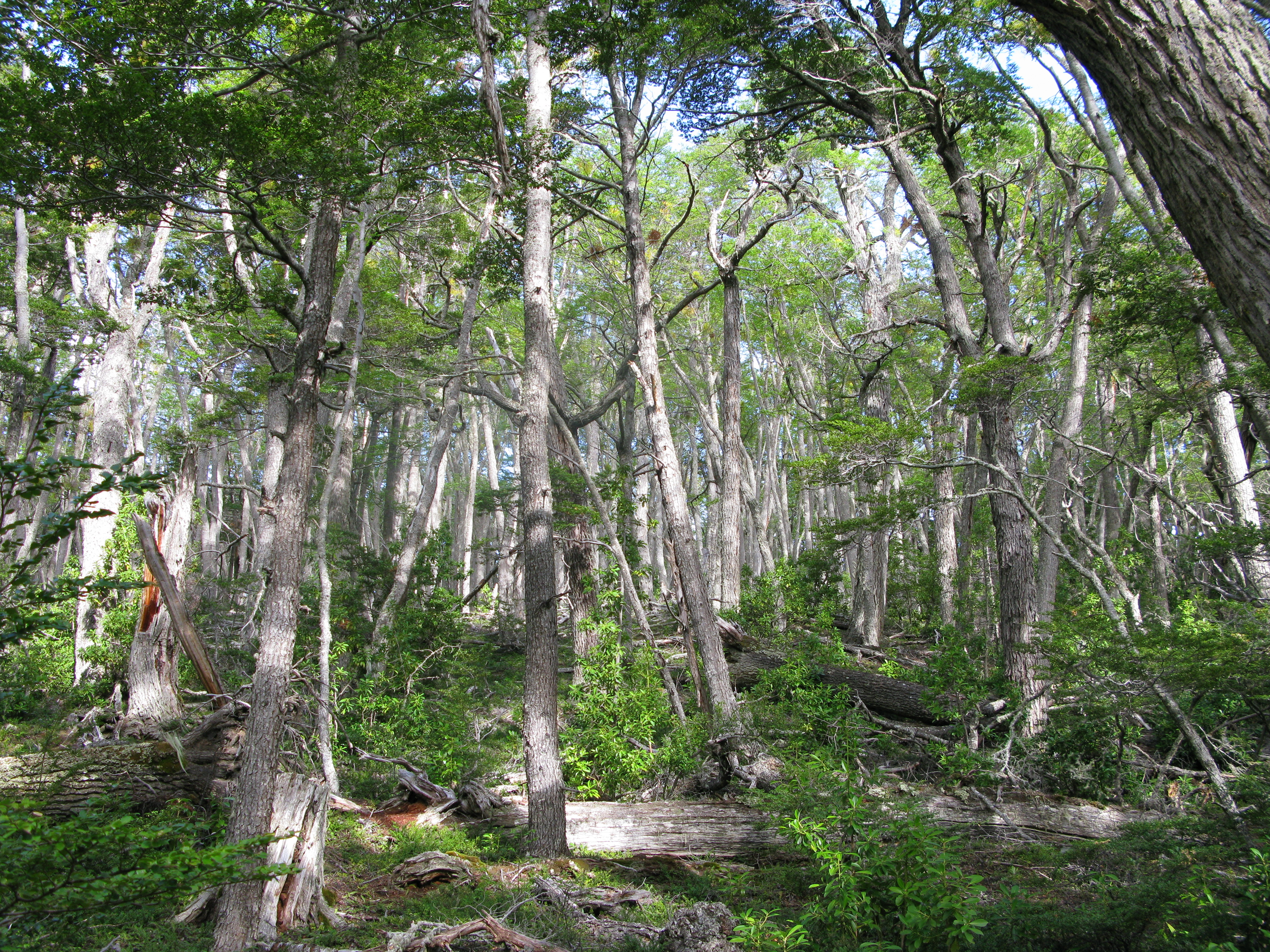
El bosque de lengas domina en los sectores de mayor altitud de la isla Nueva.

La Punta Oriental de la isla es el punto más oriental de Chile: 55°13′S 66°25.4′O / -55.217, -66.4233.

## Toponimia
El nombre en idioma yagán con que los yaganes identificaban a la isla Nueva era: «Shunushu». 

## Características geográficas
La isla Nueva es un territorio insular montañoso del sector sudeste del archipiélago de Tierra del Fuego, en el extremo austral de América del Sur. Es de fisonomía boscosa, con turberas, serranías, y valles glaciales. Durante muchas décadas fue utilizada como fundo ovino. En su interior corren varias cadenas de cerros, los que rematan en costas acantiladas. Cuenta con algunas caletas que ofician de puertos naturales, entre ellas Orejas de Burro —en el noreste—, Las Casas, y la Caleta Carlos, la principal de la isla, en el norte. Su punto de mayor altitud es el cerro Teta, de 400 m s. n. m. En distintos tramos de su costa norte desprende un total de tres islotes, destacando el islote Señal, frente a la punta Orejas. También destacan hacia el este los dos cerros Orejas de Burro, de 310 m s. n. m.De las dos lagunas que posee la isla, destaca en especial la situada en su sector norte, inmediatamente detrás de las casas de Caleta Carlos, de 700 m de largo por 300 m de ancho, la que desagua hacia el noroeste, desembocando en la bahía Waller, frente a la isla Picton, también chilena. Al norte de esa bahía se encuentra la punta Waller, donde se erige un faro de ayuda a la navegación. Hacia el norte se encuentra la isla Grande de Tierra del Fuego, y entre ambas la bahía Moat del canal de Beagle. Cierra por el sur a la bahía Waller la punta Jorge, enfrentada a la bahía Oglander, la cual separa a la isla Nueva de la isla Navarino. Hacia el sudoeste se desprende la pequeña isla Augustus —o Augusto—, también chilena como todas las que rodean a Nueva, la cual está separada de la isla Lennox por el paso Richmond. El extremo sudoeste de Nueva es la punta Fifty. En el sudeste destaca, junto al cabo Graham, el faro C. Graham, el cual mira hacia el océano Atlántico, al igual que la punta Oriental situada en el extremo este de la isla Nueva; dicha punta es el extremo oriental de los territorios emergidos de Chile con soberanía efectiva.
Sus suelos son del tipo de los Distrocrieptes, del orden de los Inceptisoles. Posee una superficie de 120 km², un largo máximo de 17,1 km, un ancho máximo de 11,5 km, y un perímetro de 60 km. El centro de la isla se sitúa en las coordenadas: 55°13'57.84"S 66°34'43.20"O. 

### Clima
En la isla Nueva, la temperatura media anual es de 6 °C, con escasa oscilación térmica anual. Las precipitaciones, que en invierno suelen ser en forma de nieve, están repartidas equitativamente a lo largo del año sumando un total que ronda los 550 mm, pero, si bien parecerían exiguas, a causa de la constante temperatura baja se tornan suficientes para convertir a la isla Nueva en un territorio de clima húmedo; también ayuda para ello el alto promedio de días con alguna precipitación, siendo también alto el número de días nublados o brumosos. Puede haber nevadas en cualquier época del año, aunque son particularmente copiosas en el invierno austral.
Fuertes vientos desde el cuadrante oeste, originados en el Pacífico, suelen azotar la isla Nueva, razón por la cual los árboles desprotegidos de las tempestades crecen siguiendo la dirección del viento, lo cual hace que, en razón de su forma, sean llamados "árboles-bandera" por la inclinación que son forzados a tomar.
En la clasificación climática de Köppen, el clima de la isla Nueva es del tipo templado, húmedo todo el año, y con verano frío «Cfc». Este clima es llamado también: clima oceánico frío, o subpolar oceánico. Según otros autores es una variante fría del «patagónico húmedo».

## Flora
Fitogeográficamente, buena parte de la isla Nueva se inserta en dos distritos de la Provincia fitogeográfica Subantártica. En los sectores de mayor altitud o alejados a las costas marinas el dominante es el Distrito fitogeográfico Subantártico del Bosque Caducifolio, presentando como especies características a la lenga (Nothofagus pumilio), el ñirre (Nothofagus antarctica), el notro (Embothrium coccineum), etc. En sectores más húmedos, y de baja altitud se presenta el Distrito fitogeográfico Subantártico Magallánico, presentando como especies características al guindo o cohiue de Magallanes (Nothofagus betuloides), el huayo (Maytenus magellanica), el canelo (Drimys winteri), etc.
Son también frecuentes las comunidades de turbales en sectores empapados de aguas ácidas, las que junto con las temperaturas bajas, reducen al mínimo la acción de microorganismos descomponedores. Son dominados por distintas especies, destacando los musgos, los cuales forman una densa capa superficial. En algunos sectores se presentan los arbustales magallánicos.
La isla es parte de la «Reserva de Biosfera Cabo de Hornos».

### Asignación oceánica
La ubicación oceánica de la isla Nueva fue objeto de debate. Según Chile está forma parte del océano Pacífico Sur y para Argentina era una isla atlántica este conflicto acabó luego del laudo Arbitral, en el cual tras Tratado de Paz y Amistad de 1984 ambos países reconocieron la teoría de Chile y la soberanía de este último. 
En el laudo Arbitral, aunque con algunos reparos, los juristas del laudo Arbitral, tomando al grupo como una unidad. De igual manera la OHI considera por lo menos a Picton y a Nueva al estar dentro del canal Beagle (en su totalidad del Pacífico) la primera en forma completa y la segunda bañada por dichas aguas en el norte y oeste; pero no es muy claro sobre a que océano dicho organismo señala que pertenecen la isla Lennox y los islotes hasta el cabo de Hornos. En el año 2009, Chile continuaba incluyendo a la isla Nueva en el canal Beagle.

## Administración
La isla Nueva es fiscalizada por la Armada de Chile mediante un «Alcalde de Mar» quien, en este caso, está al mando de la Alcaldía de Mar «Carlos», ubicada en la caleta Carlos, al norte de la isla Nueva. La misma pertenece a la Tercera Zona Naval, «Distrito Naval Beagle» (DISNABE), con sede en Puerto Williams, a 47 millas al oeste de «Carlos». Fue inaugurada el 30 de septiembre de 2004, cumpliendo las directrices del «Proyecto Lantano». La casa habitación «Carlos» posee una estructura adecuada para soportar los vientos fuertes del cuadrante oeste, característicos de esa región, a la vez que está recubierta con aislamiento térmico para soportar el frío extremo que afecta a la isla durante el invierno austral. Está unida al resto de Chile y el mundo mediante telefonía, internet y televisión satelital. El tráfico marítimo también puede ser controlado en tiempo real desde Valparaíso, manejando directamente desde allí las cámaras de video y radares instalados en la isla Nueva.
En Williams está el Puerto Base de los Patrulleros de Servicio General PSG 73 “Aspirante Isaza” y “Sibbald”, los cuales son los buques encargados de reaprovisionarla de víveres y elementos básicos, generalmente cada 2 o 3 meses. También realizan mantenimiento de la infraestructura de la misma, de la señalización marítima distribuida en la isla, al tiempo que fiscalizan los barcos pesqueros que se encuentran en sus aguas. Cada Alcalde de Mar vive allí junto a su grupo familiar por un período de un año. Su tarea principal es el resguardo de la soberanía chilena en la región, el control de las aguas jurisdiccionales y la salvaguarda y rescate de la vida humana en el mar.

## Historia
Si bien la isla Nueva está prácticamente deshabitada y tienen poco tamaño, su posición estratégica entre el canal Beagle y su paso entre el océano Pacífico y el océano Atlántico le da una amplia proyección marítima que se supone posee grandes riquezas en hidrocarburos.

### Primitivos habitantes de isla Nueva y primeros encuentros con occidentales

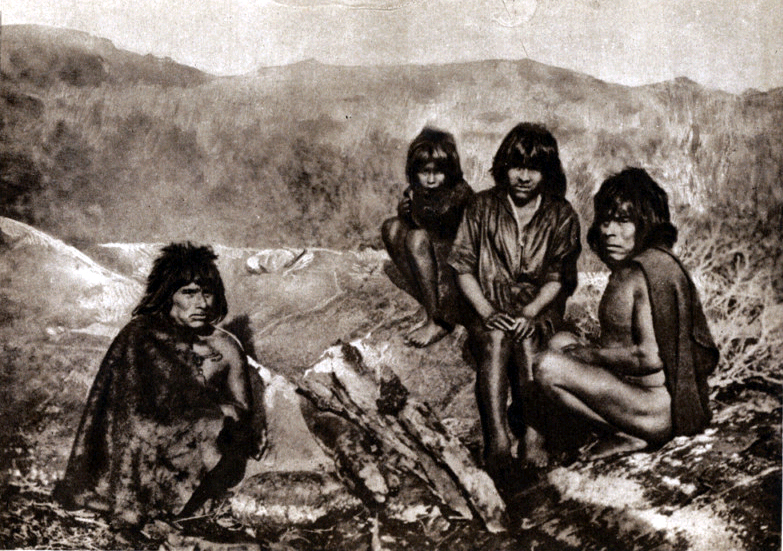
Familia yagán; los primitivos habitantes de la isla Nueva.

La isla Nueva era frecuentada por los yaganes o yámanas, su población original, indígenas de cultura canoera. Los primeros encuentros con la cultura occidental se produjeron con el bergantín HMS Beagle al mando de Robert Fitz Roy durante las décadas de 1820 y 1830. En 1888 fue descubierto oro en la isla Lennox, lo que desató también el interés en la isla Nueva. Desde 1890 se produjo una invasión en la zona de unos 800 buscadores de oro, que desalojaron a los indígenas.

### sigloXX
A principios del siglo XX, el oro se agotó y la isla Nueva junto con las otras islas quedaron deshabitadas. En el año 1891 se construyó una Subdelegación Marítima en la isla Nueva. En la década de 1950 se crea la PP.VV.SS. de Caleta Francesa en la isla Nueva. La misma recibía asistencia mediante el remolcador «Brito», de alrededor de 200 t. Este puesto de vigilancia naval se creó con el objetivo de: «aﬁrmar la soberanía nacional y ejercer la vigilancia jurisdiccional, y cumplir valiosas tareas de observación meteorológica». En la década de 1960, durante la presidencia de Eduardo Frei Montalva se mejoró la infraestructura de «Caleta Las Casas» en la isla Nueva.

## El diferendo sobre la soberanía de la isla Nueva

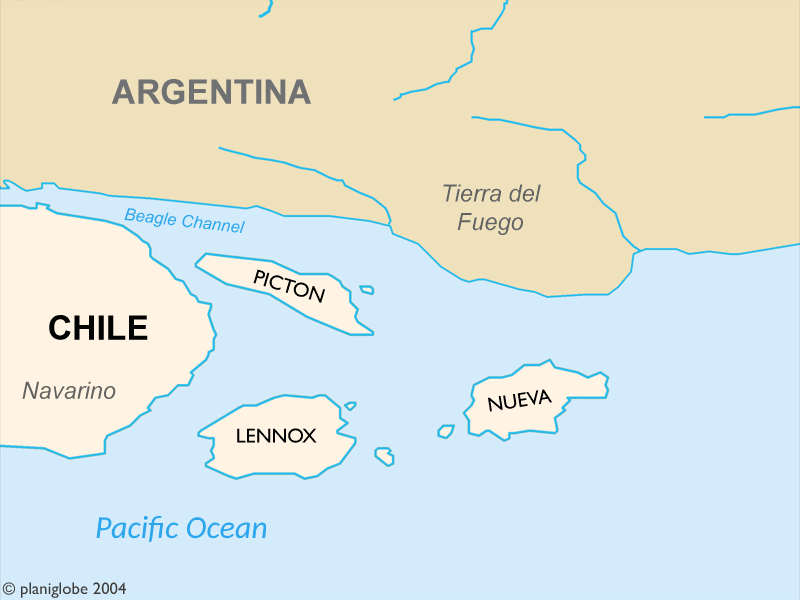
La isla Nueva según su asignación jurídica.

El Conflicto del Beagle es la controversia entre la Argentina y Chile respecto de la soberanía de la isla Nueva y otras islas del canal Beagle. Para resolverlo, en 1971 ambos países solicitaron al gobierno del Reino Unido de Gran Bretaña e Irlanda del Norte, formar una corte arbitral de cinco jueces de la Corte Internacional de Justicia para que se expidiese una resolución formal en relación con su soberanía. La tesis argentina señalaba que de los dos brazos en que se divide el canal al llegar desde el oeste a la isla Picton, se debería considerar como el principal al brazo Picton para trazar el límite, el cual discurre entre esta isla y Navarino, por ser de mayor profundidad que el que el canal Moat, el cual corre entre Picton-Nueva y la isla Grande. La Corte, por medio del Laudo Arbitral de 1977, consideró que no era su atribución establecer cuál de los brazos era el principal curso del Beagle, sino que debía establecer cuál era el curso al que se refiere el Tratado de 1881, inclinándose finalmente por la tesis chilena, la cual estimaba que este era el brazo Moat. Así, se reconoció como chilena la isla Nueva y la totalidad de las islas ubicadas al sur de dicho brazo, más las profundas proyecciones marítimas que el derecho internacional les otorgaba. 
Posteriormente, dicho laudo fue declarado nulo por la Argentina, argumentando múltiples causas, entre la que destacaba el hecho de que la corte decidió sobre el estatus de otros territorios en litigio fuera del área acotada para ser delimitada (otorgándoselos a Chile). Con esta declaración la Argentina intentaba reabrir nuevamente el desacuerdo austral exclusivamente en el plano de la negociación bilateral, para intentar conseguir, bajo la amenazada de una declaración de guerra, conseguir un reparto menos lapidario de los territorios que el laudo reconoció a Chile, especialmente en lo que respecta a la profunda proyección hacia lo que Argentina consideró océano Atlántico que dicho dictamen confería a las islas chilenas, sin embargo, ese sector era considerado Pacífico por Chile de acuerdo a la tesis de delimitación natural entre los océanos Pacífico y Atlántico Sur por el arco de las Antillas Australes postulada por dicho país. Esta creciente tensión llegó, en diciembre de 1978, casi al borde de la guerra, la cual se pudo evitar en el último momento gracias a la mediación del papa Juan Pablo II. Finalmente, tras el retorno de la República Argentina a la democracia y haber aprobado en una consulta popular no vinculante la propuesta papal, ambos países firmaron en 1984 el Tratado de paz y amistad en el cual la Argentina reconoció la soberanía chilena sobre la isla Nueva y otras islas en disputa. Como contrapartida, Chile aceptó limitar la proyección marítima que el derecho internacional otorgó a sus archipiélagos australes.

## Campos minados
Como secuela de dicho conflicto, la isla Nueva aún contiene 8 campos minados con 1286 explosivos activos que fueron colocadas por la Armada de Chile.
En el año 2009, la Armada estaba comenzando el proceso de desminado total en la isla Nueva, como etapa del «Plan de Desminado Nacional», el cual tiene como objetivo que en el año 2016 Chile esté completamente libre de minas antipersonales, cumpliendo así con el compromiso firmado en la Convención de Ottawa sobre la Prohibición del Empleo, Almacenamiento, Producción y Transferencia de Minas Antipersonales, el cual Chile suscribió el 3 de diciembre de 1997, incorporándolo a su ordenamiento jurídico interno al promulgar la ley y publicarla en el Diario Oficial el D.S. del Ministerio de RR.EE., el 9 de marzo de 2002.

## Visita presidencial
La isla Nueva fue visitada por la presidenta Michelle Bachelet mientras estaba en ejercicio de sus funciones, el 19 de enero de 2008. Embarcada en el transporte AP 41 «Aquiles» recorrió la sede de la Alcaldía de Mar «Carlos», en la caleta Carlos, ubicada al norte de la isla.

## Literatura
La isla Nueva es referida en la novela Los náufragos del Jonathan de Julio Verne, escrita 8 años después de la firma del tratado de 1881. El protagonista, Kaw-djer, un anarquista, elige la isla Nueva por su lejanía para crear su propio mundo. Un día llega un indígena y le advierte que Chile y Argentina han acordado sus fronteras y que los chilenos lo expulsarán de su ensueño. El diálogo, creado por Verne en virtud de sus conocimientos del tratado de 1881, continúa así:

—¿Y dependen de Chile —preguntó el Kaw-djer— las islas al sur del canal de Beagle?

—Todas.

—¿Incluso la isla Nueva?

—Sí.
Primera parte - Capítulo III «El fin de un país libre», Los náufragos del Jonathan, de Julio Verne.